# Pointe de l’Échelle
Pointe de l’Échelle – szczyt w Alpach Graickich, części Alp Zachodnich. Leży we wschodniej Francji w regionie Owernia-Rodan-Alpy. Należy do masywu Vanoise. Szczyt można zdobyć ze schroniska Refuge de Péclet-Polset (2514 m). Należy do Parku Narodowego Vanoise.